# Kỷ Eratosthenes
Kỷ Eratosthenes là một giai đoạn trong niên đại địa chất Mặt Trăng diễn ra từ khoảng 3.200 triệu năm trước tới khoảng 1.100 triệu năm trước. Nó được đặt tên theo miệng núi lửa Eratosthenes mà sự hình thành của nó đánh dấu sự bắt đầu của kỷ này. Thời kỳ tiếp theo là kỷ Copernic. Các phun trào núi lửa bazan của kỷ Imbrium Muộn đã giảm dần trong thời kỳ kéo dài này của Mặt Trăng. Các luồng chảy dung nham Mặt Trăng trẻ nhất đã xác định từ các hình ảnh trên quỹ đạo được coi là gần với sự kết thúc của kỷ này.
Các thời kỳ địa chất tương ứng trên Trái Đất bao gồm các đại như Trung Thái Cổ (Mesoarchean) và Tân Thái Cổ (Neoarchean) của liên đại Thái Cổ, cùng các đại Đại Cổ Nguyên Sinh (Paleoproterozoic) và Đại Trung Nguyên Sinh (Mesoproterozoic) của liên đại Nguyên Sinh.